# Henri Jaspar
Henri Jaspar (Schaerbeek, 1870. július 28. – Brüsszel, 1939. február 15.) belga politikus és államférfi volt, Belgium miniszterelnöke 1926 és 1931 között.

## Élete
Jaspar Brüsszel egyik kerületében, Schaerbeek-ben született. Jogi tanulmányokat folytatott, a brüsszeli feljebbviteli bíróságon dolgozott, egy időben a belga ügyvédi kamara elnöke is volt. Liège város képviseletében választották meg a belga képviselőház tagjának 1919 és 1936 között. 1924-ben államminiszterré nevezték ki.
A két világháború közötti katolikus kormányokban számos miniszteri pozíciót kapott
- Gazdasági miniszter (1918-1920)
- Belügyminiszter (1920)
- Külügyminiszter (1920-1924 és 1934)
- Belügyi és egészségügyi miniszter (1926-1927)
- Gyarmatügyi miniszter (1927-1929 és 1930-1931)
- Pénzügyminiszter (1932-1934)
- Külügyminiszter (1934)

1926. május 30-án Prosper Poullet lemondása után alakított kormányt katolikus, liberális és szocialista politikusokból, amely sikerrel vezette ki Belgiumot az első világháborút követő gazdasági válságból. 1927. november 21-én jelentősen átalakította kormányát és ezután 1931-ig csak liberális és katolikus politikusok kaptak miniszteri tisztséget.

## Az első Jaspar-kormány tagjai
| Miniszteri tiszt                                     | Név                    | Párt        |
| ---------------------------------------------------- | ---------------------- | ----------- |
| Miniszterelnök, belügyi és közegészségügyi miniszter | Henri Jaspar           | Katolikus   |
| Külügyminiszter                                      | Emile Vandervelde      | Szocialista |
| Művészeti és tudományos miniszter                    | Camille Huysmans       | Szocialista |
| Igazságügyminiszter                                  | Paul Hymans            | Liberális   |
| Pénzügyminiszter                                     | Maurice Houtart        | Katolikus   |
| Mezőgazdasági és közmunkaügyi miniszter              | Henri Baels            | Katolikus   |
| Ipari, munkaügyi és szociális miniszter              | Joseph Wauters         | Szocialista |
| Vasút, posta és távközlési miniszter                 | Edward Anseele         | Szocialista |
| Honvédelmi miniszter                                 | Charles de Broqueville | Katolikus   |
| Gyarmatügyi miniszter                                | Maurice Houtart        | Katolikus   |
| Tárca nélküli miniszter                              | Emile Francqui         | Liberális   |

### Változások
- 1926. november 15.
  - Maurice Houtart lemondott a gyarmatügyi miniszteri tisztről, utódja Edouard Pécher lett.
- 1927. január 18.:
  - Jaspar lemondott a belügyi és közegészségügyi miniszteri tisztről, utódja Maurice Vauthier lett.
  - Edouard Pécher lemondott a gyarmatügyi miniszteri tisztről, utódja Henri Jaspar miniszterelnök lett.

## A második Jaspar-kormány tagjai
| Miniszteri tiszt                        | Név                    | Párt      |
| --------------------------------------- | ---------------------- | --------- |
| Miniszterelnök és gyarmatügyi miniszter | Henri Jaspar           | Katolikus |
| Külügyminiszter                         | Paul Hymans            | Liberális |
| Belügyi és közegészségügyi miniszter    | Albert Carnoy          | Katolikus |
| Művészeti és tudományos miniszter       | Maurice Vauthier       | Liberális |
| Igazságügyminiszter                     | Paul-Émile Janson      | Liberális |
| Pénzügyminiszter                        | Maurice Houtart        | Katolikus |
| Mezőgazdasági miniszter                 | Henri Baels            | Katolikus |
| Közmunkaügyi miniszter                  | Jules Van Caenegem     | Katolikus |
| Ipari, munkaügyi és szociális miniszter | Hendrik Heyman         | Katolikus |
| Vasút, posta és távközlési miniszter    | Maurice Lippens        | Liberális |
| Honvédelmi miniszter                    | Charles de Broqueville | Katolikus |

## Herschikkingen
- 19 oktober 1929 :
  - Albert Carnoy (Katholieke Partij) neemt ontslag als minister van Binnenlandse Zaken en Volksgezondheid en wordt vervangen door Henri Baels, die op zijn beurt voor Openbare Werken vervangen wordt door Jules Van Caenegem
  - Maurice Lippens (Liberale Partij) neemt ontslag als minister van Spoor, Posterijen en Telegrafie en wordt vervangen door Pierre Forthomme
  - Henri Jaspar (Katholieke Partij) neemt ontslag als minister van Koloniën en wordt vervangen door Paul Tschoffen
- 27 februari 1930:
  - Paul Tschoffen (Katholieke Partij) neemt ontslag als minister van Koloniën en wordt vervangen door Henri Jaspar
- 18 mei 1931 :
  - Henri Jaspar (Katholieke Partij) neemt ontslag als minister van Koloniën en wordt minister van Binnenlandse Zaken en Volksgezondheid, in de plaats van de ontslagnemende Henri Baels
  - Maurice Vauthier (Liberale Partij) neemt ontslag als minister van Kunsten en Wetenschappen en wordt vervangen door Robert Petitjean
- 20 mei 1931
  - Pierre Forthomme (Liberale Partij) doet ontslag als minister van Posterijen en Telegrafie afstand van de bevoegdheden Posterijen en Telegrafie ten voordele van François Bovesse (liberalen).

## Fordítás
- Ez a szócikk részben vagy egészben  a   Henri Jaspar című holland Wikipédia-szócikk fordításán alapul.  Az eredeti cikk szerkesztőit annak laptörténete sorolja fel. Ez a jelzés csupán a megfogalmazás eredetét és a szerzői jogokat jelzi, nem szolgál a cikkben szereplő információk forrásmegjelöléseként.